# Priscula piapoco
Priscula piapoco là một loài nhện trong họ Pholcidae. Loài này được phát hiện ở Venezuela.